# Ruellia gracilis
Ruellia gracilis är en akantusväxtart som beskrevs av Henry Hurd Rusby. Ruellia gracilis ingår i släktet Ruellia och familjen akantusväxter. Inga underarter finns listade i Catalogue of Life.